# Куча (уезд)
Кучар (уйг. كۇچار ‎, Kuqar) или Кучэ (кит. упр. 库车, пиньинь Kùchē) — городской уезд округа Аксу Синьцзян-Уйгурского автономного района КНР.

## География
Уезд расположен на южной периферии хребта Тянь-Шаня, северной части Таримской котловины.

### Климат
Куча имеет континентальный пустынный климат  со средним годовым количеством осадков 74,6 миллиметра (2,94 ″), большинство из которых происходит летом. Среднемесячная температура колеблется от −7,2 °C (19,0 °F) в январе до 25.3 °C (77,5 °F) в июле, а среднегодовое значение составляет 11.29 °C (52,3 °F). Продолжительность безморозного периода в среднем составляет 266 дней. С ежемесячным процентом вероятного солнечного освещения от 54 % в марте до 69 % в сентябре и октябре, солнечного света много, и город получает 2712 часов солнечного света ежегодно.

## История
На территории городского уезда в древности располагалось одноимённое древнее буддийское государство.
В 1902 году была образована Непосредственно управляемая область Кучэ (库车直隶州) подчинённая Региону Аксу (阿克苏道). После Синьхайской революции в 1913 году был образован уезд Кучэ.
В декабре 2019 года уезд Кучэ был преобразован в городской уезд.

## Население
По состоянию на 1999 год уйгуры составляли 89,93 % населения округа, а ханьцы — 9,49 %. По состоянию на 2015 год из 492 тыс. жителей округа 440 тыс. были уйгурами, 49 тыс. человек — ханьцами и 3 тыс. — представителями других этнических групп.

## Административное деление
Городской уезд Кучар делится на 4 уличных комитета, 8 посёлков и 6 волостей.

## Пенитенциарная система

Вид из космоса на «лагерь перевоспитания» с прилегающей фабрикой. Май 2019 года

В уезде Куча расположен один из «лагерей перевоспитания» уйгуров. Он окружен стеной с вышками наблюдения. Вблизи лагеря расположена фабрика, на которой работают заключённые.

## Экономика

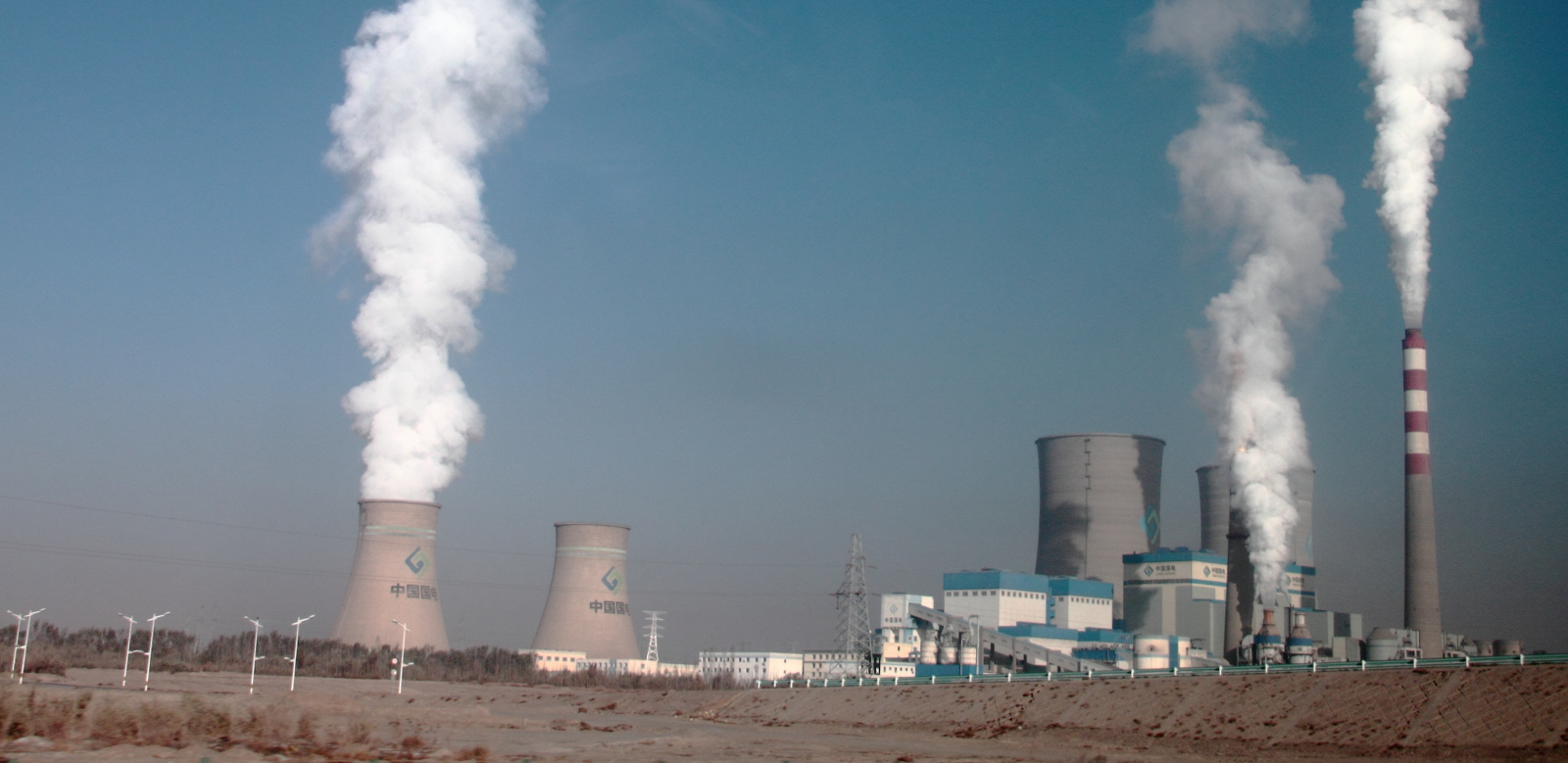
Теплоэлектростанция

В уезде выращивают пшеницу, кукурузу, рис, хлопок, а также груши, абрикосы, дыни, виноград, гранаты, инжир. Специализацией уезда являются санбейские овцы (Sanbei Sheep, 三北羊), каракуль, белые абрикосы и грецкие орехи в тонкой скорлупе. Активно развивается туризм. 
Минеральные ресурсы включают нефть, природный газ и уголь. Основные сектора промышленности — нефтехимия (комбинат Sinopec Tahe), теплоэнергетика, добыча угля, производство и ремонт тракторов, строительство, производство пищевых продуктов и текстиля. Корпорация Sinopec построила в Куче комплекс по производству «зелёного» водорода и солнечную электростанцию.

## Транспорт
- Куча (аэропорт)
- Трасса Годао 217